# Kdam Eurovision
Kdam Eurovision war der israelische Vorentscheid für den Eurovision Song Contest. Er wurde im Laufe der Jahre zur meistgesehenen Unterhaltungssendung der öffentlich-rechtliche Fernsehgesellschaft Israeli Public Broadcasting Corporation in Israel.

## Geschichte

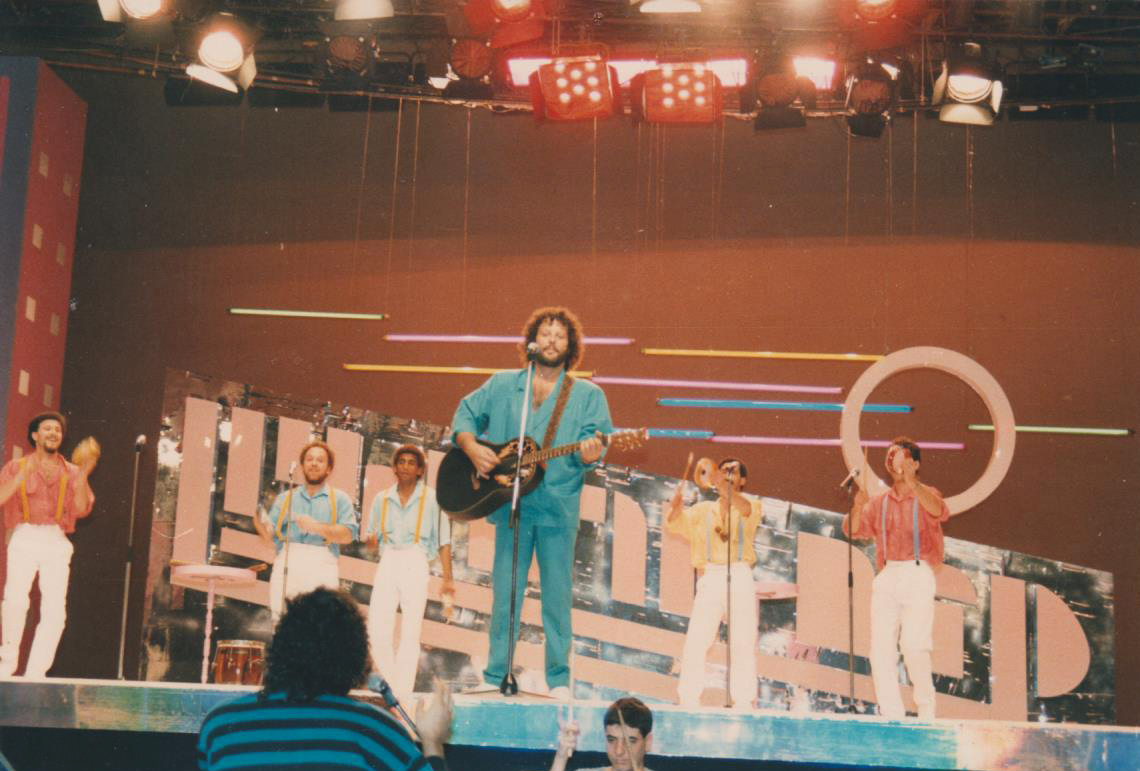
Arissalva beim Kdam Eurovision (2019)

Zwischen 1973 und 1977 wurde Israels Vertreter bei Eurovision von einer internen Jury gewählt, 1978 und 1979 wurde der Gewinner des israelischen Chorfestivals ausgewählt um Israel beim ESC zu vertreten.
1981 wurde beschlossen, das Festival nicht mehr durchzuführen und den Kdam-Eurovision-Wettbewerb einzurichten.

## Moderation
- Daniel Pe’er- 1981-1983, 1986
- Jardena Arasi- 1987
- Michaela Bercu -1995
- Yael Bar Zohar -2006